# The Pajama Game
The Pajama Game ist ein Musical in zwei Akten (18 Bildern) mit der Musik von Richard Adler und Jerry Ross. Das Libretto stammt von George Abbott und Richard Bissell, die Song-Texte von den beiden Komponisten. Das Werk basiert auf dem Roman 7 ½ Cents von Richard Bissell. Seine Uraufführung erlebte es am 13. Mai 1954 am St. James Theatre in New York City unter der Regie von George Abbott und Jerome Robbins. Bob Fosse schuf damit seine erste Choreografie. Das Stück kam auf 1063 Vorstellungen. Die deutsche Textfassung schufen  K. G. Neumann und H. Zander. In Deutschland ging das Musical das erste Mal am 31. Dezember 1956 in Wiesbaden über die Bühne. Der berühmteste Song daraus ist der Tango Hernando’s Hideaway, der ein Welthit geworden ist.

## Orchester
Flöte, Oboe, zwei Klarinetten, Fagott, zwei Hörner, drei Trompeten, drei Posaunen, Harfe, Gitarre, kleines Schlagwerk und Streicher

## Bühnenbilder
Erster Akt: Bild 1: Vor dem Vorhang; Bild 2: Fabrikhalle; Bild 3: Prospekt „Gang in der Fabrik“; Bild 4: Büro; Bild 5: Prospekt „Waldpfad“; Bild 6: Picknickplatz; Bild 7: Prospekt „Waldpfad“; Bild 8: Babes Küche; Bild 9: Prospekt „Gang in der Fabrik“; Bild 10: Fabrikhalle
Zweiter Akt: Bild 11: Prospekt „Gewerkschaftssaal“; Bild 12: Babes Küche; Bild 13: Prospekt „Gang in der Fabrik“; Bild 14: Büro; Bild 15: Nachtklub „Hernandos Hideaway“; Bild 16: Büro; Bild 17: Prospekt „Straße mit Park“; Bild 18: Nachtklub „Hernandos Hideaway“

## Handlung
Sid Sorikin, der neue Direktor der Pyjamafabrik, ist dem Charme seiner Angestellten Babe Williams erlegen. Pech ist nur, dass ausgerechnet sie dem Gewerkschaftskomitee vorsteht, das gerade eine Lohnerhöhung von 7 ½ Cents pro Stunde durchsetzen möchte. Hasler, der Inhaber des Unternehmens, weist die Forderung energisch zurück. Wenn er der Forderung nachgäbe, sei die Firma nicht mehr konkurrenzfähig und es drohten Entlassungen. 
Bei einem Betriebsausflug sind die Werktätigen froh gelaunt. Es scheint, als sei wieder alles im Lot; doch unter der Oberfläche gärt es. Ein Streik ist unausweichlich. Weil Sid Sorikin die Interessen des Arbeitgebers vertreten muss, leidet das Verhältnis zwischen ihm und Babe. 
Sid weiß, dass der Arbeitsfriede nur noch durch ein Wunder wiederhergestellt werden kann. Er will nichts außer Acht lassen, um ein solches zu vollbringen. Heimlich trifft er sich in einem abgelegenen Lokal mit Gladys, der Sekretärin des Fabrikeigentümers. Er hofft, von ihr Informationen zu bekommen, die ihm weiterhelfen können. Ein paar Gläschen Alkohol, verbunden mit einem heftigen Flirt, löst bei Gladys die Zunge. 
Tags darauf wendet sich Sid an seinen Chef und erklärt ihm, die Gewerkschaft habe Informationen darüber, dass die von ihr geforderten 7 ½ Cents längst in die Kalkulation eingeflossen seien. Unter diesen Umständen kann Hasler den Arbeitskampf nicht mehr länger aufrechterhalten, weil er sonst sein Gesicht verlöre. 
Sid und Babe sind wieder ein Herz und eine Seele.

## Songs
- The Pajama Game
- Racing With the Clock
- A New Town is a Blue Town
- I'm Not at all in Love
- I'll Never be Jealous Again
- Hey There
- Once-a-year Day
- Small Talk
- There Once Was a Man
- Steam Heat
- Hernando’s Hideaway
- Seven and a Half Cents

## Verfilmung
Unter der Regie von Stanley Donen und George Abbott wurde das Musical 1957 verfilmt (siehe Picknick im Pyjama). Die Hauptrollen spielten Doris Day, John Raitt, Carol Haney, Eddie Foy Jr. und Reta Shaw.